# Coupe d'Allemagne de football 1990-1991
Navigation
Édition précédente Édition suivante
La coupe d'Allemagne de football 1990-1991 est la quarante huitième édition de l'histoire de la compétition. La finale a lieu à l'Olympiastadion de Berlin.
Le Werder Brême remporte le trophée pour la deuxième fois de son histoire 30 ans après son premier sacre. Il bat en finale le 1. FC Cologne aux tirs au but après le temps règlementaire et les prolongations (1-1).

## Premier tour
Les résultats du premier tour
| Date           | Domicile                  | Extérieur                | Score         |
| -------------- | ------------------------- | ------------------------ | ------------- |
| 03 - 08 - 1990 | SpVgg Unterhaching        | FC Schalke 04            | 0 - 1         |
| 03 - 08 - 1990 | Alemannia Aix-la-Chapelle | FC Bayer 05 Uerdingen    | 0 - 1 (a. p.) |
| 04 - 08 - 1990 | FV 09 Weinheim            | Bayern Munich            | 1 - 0         |
| 04 - 08 - 1990 | Eintracht Haiger          | Borussia Mönchengladbach | 1 - 2         |
| 04 - 08 - 1990 | Kilia Kiel                | FC St. Pauli             | 1 - 4         |
| 04 - 08 - 1990 | VfL Wolfsbourg            | 1. FC Cologne            | 1 - 6         |
| 04 - 08 - 1990 | Eintracht Trier           | VfB Stuttgart            | 0 - 1         |
| 04 - 08 - 1990 | ASC Schöppingen           | Eintracht Francfort      | 1 - 2         |
| 04 - 08 - 1990 | DSC Wanne-Eickel          | Hertha BSC Berlin        | 1 - 3         |
| 04 - 08 - 1990 | Werder Brême              | SG Wattenscheid 09       | 1 - 3         |
| 04 - 08 - 1990 | SpVgg Fürth               | Borussia Dortmund        | 3 - 1         |
| 04 - 08 - 1990 | SpVgg Weiden              | Werder Brême             | 1 - 2         |
| 04 - 08 - 1990 | Borussia Neunkirchen      | Fortuna Düsseldorf       | 2 - 3 (a. p)  |
| 04 - 08 - 1990 | Stuttgarter Kickers       | SV Darmstadt 98          | 4 - 0         |
| 04 - 08 - 1990 | Kultur SV Hessen Kassel   | FC 08 Homburg            | 1 - 0         |
| 04 - 08 - 1990 | FC Wangen                 | Rot-Weiss Essen          | 1 - 2         |
| 04 - 08 - 1990 | FSV Francfort             | Preußen Münster          | 3 - 4 (a. p.) |
| 04 - 08 - 1990 | Teutonia Waltrop          | Eintracht Brunswick      | 0 - 1         |
| 04 - 08 - 1990 | Türkiyemspor Berlin       | 1. FC Saarbrücken        | 2 - 6         |
| 04 - 08 - 1990 | SC Pfullendorf            | MSV Duisbourg            | 0 - 2         |
| 04 - 08 - 1990 | SC Viktoria Cologne       | VfL Osnabrück            | 2 - 4         |
| 04 - 08 - 1990 | SpVgg Bayreuth            | Blau-Weiß 90 Berlin      | 0 - 3         |
| 04 - 08 - 1990 | SV Hilden-Nord            | SC Fribourg              | 2 - 1 (a. p.) |
| 04 - 08 - 1990 | TuS Bersenbrück           | Hanovre 96               | 0 - 4         |
| 04 - 08 - 1990 | SV Ludweiler-Warndt       | SV Meppen                | 0 - 3         |
| 04 - 08 - 1990 | SC Victoria Hamburg       | Bayer Leverkusen         | 0 - 5         |
| 04 - 08 - 1990 | I. SC Göttingen 05        | Hambourg SV              | 0 - 4         |
| 04 - 08 - 1990 | SSV Reutlingen            | Karlsruher SC            | 3 - 6 (a. p.) |
| 04 - 08 - 1990 | SV Südwest Ludwigshafen   | 1. FC Kaiserslautern     | 1 - 7         |
| 04 - 08 - 1990 | 1. FC Miltach             | 1.FC Nuremberg           | 1 - 3         |
| 05 - 08 - 1990 | FC Remscheid              | Fortuna Cologne          | 3 - 2 (a. p.) |
| 05 - 08 - 1990 | SV Waldhof Mannheim       | VfL Bochum               | 3 - 2         |

## Deuxième tour
Les résultats du deuxième tour
| Date           | Domicile                | Extérieur                | score         |
| -------------- | ----------------------- | ------------------------ | ------------- |
| 02 - 11 - 1990 | Werder Brême            | FC St. Pauli             | 2 - 0         |
| 03 - 11 - 1990 | SpVgg Fürth             | 1. FC Saarbrücken        | 0 - 1         |
| 03 - 11 - 1990 | SV Hilden-Nord          | Preußen Münster          | 0 - 4         |
| 03 - 11 - 1990 | FC Schalke 04           | Eintracht Brunswick      | 4 - 0         |
| 03 - 11 - 1990 | Bayer Leverkusen        | FC Bayer 05 Uerdingen    | 0 - 1         |
| 03 - 11 - 1990 | Eintracht Francfort     | 1. FC Nuremberg          | 0 - 0 (a. p.) |
| 03 - 11 - 1990 | Karlsruher SC           | VfB Stuttgart            | 0 - 2         |
| 03 - 11 - 1990 | 1. FC Kaiserslautern    | 1. FC Cologne            | 1 - 2         |
| 03 - 11 - 1990 | Fortuna Düsseldorf      | Blau-Weiß 90 Berlin      | 0 - 0 (a. p.) |
| 03 - 11 - 1990 | Hertha BSC Berlin       | MSV Duisbourg            | 1 - 2         |
| 03 - 11 - 1990 | Hanovre 96              | Hambourg SV              | 0 - 0 (a. p.) |
| 04 - 11 - 1990 | FV 09 Weinheim          | Rot-Weiss Essen          | 1 - 3         |
| 04 - 11 - 1990 | FC Remscheid            | Borussia Mönchengladbach | 1 - 0         |
| 04 - 11 - 1990 | Kultur SV Hessen Kassel | Stuttgarter Kickers      | 3 - 2         |
| 04 - 11 - 1990 | SV Meppen               | SV Waldhof Mannheim      | 2 - 0         |
| 04 - 11 - 1990 | VfL Osnabrück           | SG Wattenscheid 09       | 1 - 2 (a. p.) |

Matchs rejoués
| Date           | Domicile            | Extérieur           | Score         |
| -------------- | ------------------- | ------------------- | ------------- |
| 13 - 11 - 1990 | 1. FC Nuremberg     | Eintracht Francfort | 0 - 2 (a. p.) |
| 13 - 11 - 1990 | Blau-Weiß 90 Berlin | Fortuna Düsseldorf  | 1 - 0         |
| 13 - 11 - 1990 | Hambourg SV         | Hanovre 96          | 2 - 1         |

## Huitièmes de finale
Les résultats des huitièmes de finale.
| Date           | Domicile              | Extérieur               | Score      |
| -------------- | --------------------- | ----------------------- | ---------- |
| 30 - 11 - 1990 | Preußen Münster       | VfB Stuttgart           | 0 - 1      |
| 30 - 11 - 1990 | Werder Brême          | FC Schalke 04           | 3 - 1      |
| 30 - 11 - 1990 | FC Bayer 05 Uerdingen | Rot-Weiss Essen         | 4 - 2 a.p. |
| 01 - 12 - 1990 | 1. FC Cologne         | SV Meppen               | 1 - 0      |
| 01 - 12 - 1990 | MSV Duisbourg         | Blau-Weiß 90 Berlin     | 3 - 2 a.p. |
| 01 - 12 - 1990 | 1. FC Saarbrücken     | Eintracht Francfort     | 0 - 0 a.p. |
| 01 - 12 - 1990 | Hambourg SV           | SG Wattenscheid 09      | 1 - 2      |
| 02 - 12 - 1990 | FC Remscheid          | Kultur SV Hessen Kassel | 2 - 3 a.p. |

Match rejoué
| Date           | Domicile            | Extérieur         | Score      |
| -------------- | ------------------- | ----------------- | ---------- |
| 05 - 03 - 1991 | Eintracht Francfort | 1. FC Saarbrücken | 3 - 2 a.p. |

## Quarts de finale
Les résultats des quarts de finale.
| Date           | Domicile              | Extérieur          | Score      |
| -------------- | --------------------- | ------------------ | ---------- |
| 28 - 03 - 1991 | FC Bayer 05 Uerdingen | MSV Duisbourg      | 1 - 4      |
| 30 - 03 - 1991 | Eintracht Francfort   | SG Wattenscheid 09 | 3 - 1      |
| 30 - 03 - 1991 | KSV Hessen Kassel     | Werder Brême       | 0 - 2      |
| 30 - 03 - 1991 | 1. FC Cologne         | VfB Stuttgart      | 1 - 0 a.p. |

## Demi-finales
Les résultats des demi-finales.
| Date           | Domicile            | Extérieur     | Score      |
| -------------- | ------------------- | ------------- | ---------- |
| 23 - 04 - 1991 | MSV Duisbourg       | 1. FC Cologne | 0 - 0 a.p. |
| 25 - 04 - 1991 | Eintracht Francfort | Werder Brême  | 2 - 2 a.p. |

Matchs rejoués
| Date           | Domicile     | Extérieur           | Score |
| -------------- | ------------ | ------------------- | ----- |
| 07 - 05 - 1991 | 1.FC Cologne | MSV Duisbourg       | 3 - 0 |
| 08 - 05 - 1991 | Werder Brême | Eintracht Francfort | 6 - 3 |

## Finale
| Entraîneur :  |
| Otto Rehhagel |

| Entraîneur :     |
| Erich Rutemöller |

| Entraîneur :  |
| Otto Rehhagel |

| Entraîneur :     |
| Erich Rutemöller |